# Newtonia archboldi
Newtonia archboldi là một loài chim trong họ Vangidae, đặc hữu Madagascar. Tên loài được đặt để vinh danh nhà thám hiểm New Guinea và nhà điểu học Richard Archbold.
Môi trường sống tự nhiên của nó là rừng và rừng cây bụi khô nhiệt đới và cận nhiệt đới.